# Charlie Aptroot
Charles Bernard (Charlie) Aptroot (Den Haag, 20 september 1950) is een Nederlands politicus en bestuurder. Hij is lid van de VVD.

## Opleiding en loopbaan
Na de h.b.s.-b en het behalen van zijn kandidaats bedrijfseconomie aan de Erasmus Universiteit Rotterdam heeft Aptroot deze studie niet afgerond. Na zijn studie was hij van 1973 tot 1976 leraar economie/handel en maatschappijleer op een scholengemeenschap in Leidschendam. Van 1976 tot 1978 was hij werkzaam bij een computerfirma als verkoper.
Van 1978 tot 2000 was Aptroot samen met zijn broer eigenaar en directeur van de Jonco Groep, een distributeur op het gebied van fournituren en hobbyartikelen. In 2000 werd dit bedrijf verkocht aan het Amerikaanse Plaid Enterprises. Vanaf 1 januari 2001 tot zijn Kamerlidmaatschap was hij vicevoorzitter van de KLIQ-groep Holding.

## Lokale en regionale politiek
Aptroot was van 1982 tot 1998 lid en van 1982 tot 1990 VVD-fractievoorzitter in de gemeenteraad van Wassenaar. Van 1990 tot 1996 was hij wethouder van Wassenaar, van 1990 tot 1991 had hij in zijn portefeuille ruimtelijke ordening en openbare werken en van 1991 tot 1996 financiën, economische zaken en sport. Ook was hij lid van de VVD-partijraad. Van 1999 tot 2003 was hij lid en VVD-fractievoorzitter in de Provinciale Staten van Zuid-Holland.

## Tweede Kamerlidmaatschap
Van 30 januari 2003 tot 20 september 2012 was Aptroot voor de VVD lid van de Tweede Kamer der Staten-Generaal, waar hij zich onder andere bezighield met Verkeer en Vervoer. In de Kamer was hij een voorvechter van het verhogen van de algemene maximumsnelheid op snelwegen van 120 naar 130 km/u.
In de discussie over de maximumsnelheid stelde Aptroot dat in Denemarken na het verhogen van de maximumsnelheid van 110 naar 130 km/u het aantal verkeersslachtoffers met 25 procent was gedaald. In werkelijkheid was het aantal slachtoffers gestegen met 38 procent. Hij werd hierom door dagblad De Pers uitgeroepen tot 'Pinokkio van het jaar'.
Toen Tweede Kamerlid Rita Verdonk in september 2007 uit de VVD-fractie gezet was, overwoog Aptroot om zich terug te trekken uit de Tweede Kamer. Op 22 juni 2010 was Aptroot kandidaat-voorzitter van de Tweede Kamer. Hij werd met 54 tegen 94 stemmen verslagen door zittend voorzitter Gerdi Verbeet.

## Burgemeesterschap
Op 3 september 2012 werd Aptroot burgemeester van Zoetermeer. Van 16 januari 2017 tot 10 januari 2018 was hij tevens waarnemend burgemeester van Wassenaar.
Op 31 maart 2020 is hij gestopt als burgemeester van Zoetermeer. Vanaf 6 mei 2020 was hij waarnemend burgemeester van Voorschoten. Op 17 mei 2021 werd Nadine Stemerdink burgemeester van Voorschoten.
Op 19 mei 2021 werd Aptroot waarnemend burgemeester van Hilversum. De waarneming gold totdat Pieter Broertjes zijn werkzaamheden op 1 september van dat jaar hervatte. Met ingang van 11 maart 2022 werd Aptroot waarnemend burgemeester van Hoeksche Waard, na het plotselinge aftreden van burgemeester Bram van Hemmen daar. Op 13 oktober dat jaar werd Erik van Heijningen waarnemend burgemeester van Hoeksche Waard.
Met ingang van 16 oktober 2023 werd Aptroot benoemd tot waarnemend burgemeester van Wijdemeren, nadat Crys Larson haar taken als burgemeester tijdelijk neergelegd had wegens ziekte. Op 31 maart 2024 legde hij het waarnemend burgemeesterschap van Wijdemeren neer. Op 1 april dat jaar werd Mark Verheijen waarnemend burgemeester van Wijdemeren. Na Wijdemeren stopte Aptroot definitief met het burgemeesterschap.

## Persoonlijk
Aptroot is getrouwd en heeft drie kinderen.
- Parlement.com: vge7dtpnvhzs